# 矢倉
矢倉圍（矢倉囲い（やぐらがこい））是日本將棋中用於相居飛車的圍玉。通常簡稱為矢倉（やぐら），與美濃、穴熊並列為代表性圍玉。居飛車雙方圍出矢倉的戰型稱為相矢倉（あいやぐら）或矢倉戰，也常簡稱為矢倉，與角交換、相懸、橫步取並列為相居飛車四大戰法。在相振飛車中，矢倉位於右側，稱為右矢倉。

## 概要
矢倉的歷史非常悠久，江戶時代，矢倉寫作日語同音的「櫓」，在大橋宗英《將棋步式》等定跡書中有等文句。在升田幸三和山口瞳等昭和前期棋士的著作中，則常以「ヤグラ」 片假名的形式表記。戰後至今則幾乎都以「矢倉」之名出現。
關於「矢倉」一名的語源，加藤治郎認為是因形似日本城郭建築櫓而得名。不過，在享保年間出版的《近代将棋考鑑》這麼記載: 「不知何人，因為喜愛大阪北濱やぐら屋，依之布置此等陣形」，這是「矢倉」語源的另一種有力說法。
矢倉在將棋史上擁有獨特的正統性，米長邦雄曾說：「矢倉是將棋中的純文學」。一方面，矢倉大受棋手歡迎；另一方面，矢倉也以變化多、難掌握著稱，因而引人入勝。矢倉不斷進化，歷史上有許多矢倉變體出現、流行、消失、復活，甚至有驚人的91手定跡。金矢倉、銀矢倉等圍玉在戰後逐漸被規範出定型。
2010年代後期，出現了矢倉的大剋星居角左美濃急戰。2017年職業棋士增田康宏曾作出「矢倉已經走到盡頭（矢倉は終わりました）」這種發言。長期以來的矢倉用法面臨巨大變革，雖然雁木與角交換體系能起到取代作用，但脇系統等矢倉體系一直處於將棋研究的最前沿，土居矢倉、先手方米長流急戰矢倉正逐漸重返職業賽事的棋盤。2020年代初期，矢倉開始與相懸戰法結合，新一波改革正在成形。

## 矢倉結構
原始矢倉使用一金一銀，將玉將置於8八（2二），左金置於7八（3二），左銀置於7七（3三）預防對手飛車先。但這樣被角行攻擊時比較脆弱，因此一般相居飛車戰局中，會再加上6七（4三）右金，稱為金矢倉（きんやぐら）。如果交換左側金銀的位置，會形成惡形矢倉，除了側面變弱，更糟糕的是金將位置，萬一對手以桂馬與角行攻擊金將，會非常難救，無論如何，應該盡量避免組出惡形矢倉。
因為要讓玉將移至角行的初始位置，因此，如何好好移動角行在矢倉組法中非常重要。相矢倉中，先手的角行常常移動至6八（森下系統），但也可以把角行配置於4六（脇系統）、5七或2六（四手角、三手角），後手則常把角行放在7三。應對正面的攻擊時，矢倉有強大的守備力，但相反的，守護7八右金的棋子只有玉將而已，所以矢倉面對橫向而來的攻擊時，效果並不算頂尖，但由於陣中金銀3枚都有集中防守到6八，因此也不能說面對橫向攻擊有多薄弱，重點應該是底部沒有金銀防守。因此，矢倉的弱點位於側面底部，6九為盲點。此外，也有利用桂香飛角從正面邊角集中攻破的雀刺戰法。
| 原始矢倉 | 金矢倉 | 惡形矢倉 |

## 矢倉組法
一個人完整組出矢倉需要十二手，與對手一來一往，總共有二十四手，手順取決於對局雙方彼此的判斷，某種層面上算是合意的結果。在相居飛車中，先手若在第一手推進飛車先（2六步），通常表示希望角交換或相懸，可由隨後角道開啟與否來判斷；先手若開啟角道（7六步），而後手也開啟角道（3四步），通常指向橫步取或雁木戰；若雙方角道都開啟，而先手在第三手就走2二角進行交換，當然更非相矢倉的起始。以上種種，都不是常規的矢倉開局法。

### 前七手
相矢倉中，前四手通常為：

▲７六步　△８四步　▲６八銀　△３四步
接著第五手是關鍵。後手走△3四步開啟角道後，先手最常見的的下法有6六步（以6筋步兵進入角道）和7七銀（以左銀進入角道），這一手的選擇稱為「矢倉第五手問題」，會大大影響對方急戰矢倉的戰略。兩種走法孰優孰劣，不同時代的棋手有不同判斷，至今尚無定論。
若先手在第五手走7七銀，而後手以6二銀回應，先手又有4八銀與5六步兩個選項。

#### ▲4八銀
後手走8五步，以下：

▲４八金　△７四步　▲５六步 △７三銀　▲７九角　△６四銀

此為後手△7四步～7三銀～6四銀～8五步的急戰路線，矢倉被破壞的可能性很大。

#### ▲5六步
後手走7四步，以下：
▲６六步　△７三銀　▲５八金右　△６四銀　▲６七金　△８五步　▲７九角　△７五步　▲同步　△同銀　▲４六角
己方飛車獲得橫向發展的空間，角行又能威懾對方的飛車。因此，比起第七手4八銀，羽生善治更傾向走第七手5六步。
| △持駒 無▲持駒 無 第五手▲7七銀，第六手△6二銀 | △持駒 無▲持駒 無 第七手▲5六步～第十四手△6四銀 |  | △持駒 步▲持駒 步 第七手▲4八銀～第十九四手▲4六角 |

### 二十四手組
二十四手組定跡堪稱現代矢倉戰的代表作。舊二十四手組被中原、米長、加藤等棋士大量使用，從1960年代起便蔚為流行。此手順的特色為早早突出飛車先，內容如基本圖所示：
▲７六步　△８四步　▲６八銀　△３四步　▲７七銀　△６二銀　▲２六步　△４二銀　▲４八銀　△３二金　▲５六步　△５四步　▲７八金　△４一玉　▲６九玉　△５二金　▲３六步　△４四步　▲５八金　△３三銀　▲７九角　△３一角　▲６六步　△７四步
1980年代後半，青野照市、淡路仁茂、田中寅彥等年輕棋士發現「不突出飛車先」有其好處，開發出所謂飛車先不突矢倉。此後矢倉組法出現了更多可能性，不突出飛車先的戰略逐漸成為主流。經歷後手急戰的流行，到了1990年代前半確立為新二十四手組，內容如基本圖所示：
▲７六步　△８四步　▲６八銀　△３四步　▲６六步（▲７七銀）　△６二銀　▲５六步　△５四步　▲４八銀　△４二銀　▲５八金右　△３二金　▲７八金　△４一玉　▲６九玉　△５二金　▲７七銀（▲６六步，取決於第五手）　△３三銀　▲７九角　△３一角　▲３六步　△４四步　▲６七金右　△７四步
因為省了一手飛車先，可以提早組好矢倉，開始▲3七銀作戰或▲6八角的森下系統。▲6六步早於▲5八金右，以▲7八金應對△3二金，都是為了預防後手的矢倉中飛車。
隨著後手急戰手法與日俱進，新二十四手組已經無法躲過所有急戰變化。從1980年代到2010年代，重視玉將堅固程度的持久戰一直是主流。之後，隨著電腦將棋興起，急戰與持久戰的平衡餘地開始被重視，攻擊後手第6筋的戰略誕生，並發現走2六步對此一戰略有利，因此飛車先不突矢倉逐漸被廢棄。從2010年代後半開始，後手的急戰矢倉傾向逐漸復燃，往往還沒組好矢倉就挑釁發動速攻。為了應對，第七手更必須走2六步突出飛車先，雖然與飛車先不突矢倉以前的2六步思路不同，但必須花一手走2六步的想法正在回歸主流。加入電腦之後，矢倉在2020年代勢必也會出現新的組法與戰術展開。
| △持駒 無▲持駒 無 舊矢倉二十四手組基本圖 | △持駒 無▲持駒 無 新矢倉二十四手組基本圖 |

### 矢倉早圍
矢倉早圍不走傳統▲6九玉～7九玉～8八玉的「地下道」，而以▲6八玉～7八玉～8八玉完成矢倉，角行停在7九，省略▲6八角一手。
在1980年代初，矢倉早圍開始被後手方用於應對飛車先不突矢倉。角行位於3一，在防備端攻的情況下讓玉將入城。既然先手不突飛車先，那後手也不必急著走3二金去防備。在新二十四手組中，改變▲5八金右△3二金▲7八金的作法，換成5二金右，可以減少手損。
羽生善治指出，後手在5二金右做出鏡像應對後，先手可以走7七銀（6六步），然後雙方分別形成矢倉早圍：
△４四步　▲７九角　△４三金　▲６八玉　△３三銀　▲７八玉　△３一角　▲３六步　△４二玉　▲３七銀　△３二玉　▲３五步　△同步　▲同角　△５三銀　▲６七金
以下，若後手走△6四銀，則：
▲６八角　△５五步　▲６五步　△同銀　▲５五步
若後手走△4五步，則切換到右四間飛車互角：
▲４八飛　△４四銀右　▲６八角
| △持駒 步▲持駒 步 第十二手△5二金右～▲6七金 | △持駒 步步▲持駒 步步 ▲6七金△6四銀的可能發展 | △持駒 步▲持駒 步 ▲6七金△4五步的可能發展 |

### △3二金～▲6七金
若以△3二金應對▲5八金右（如圖一），後手的急戰餘地會比△5二金右更多。此時，先手若先走7八金而非7七銀（6六步），後手可走4一玉，先手6七金（如圖二）。
以下，後手走5二金，若先手走7九角，後手則走3三銀。接下來，如果先手走3六步，後手不應該走4四步關閉角道，否則後面必須透過3一角撤離角行，會少一個活用角行的機會。後手應該直接以3一角應對，趁先手走6八玉欲入城時，用6四角先手威脅飛車，逼迫先手走3七銀防守（如圖三）。
若後手不走5二金，改走5三銀右，則可能為右四間飛車（6二飛）急戰，也可能發展為▲2六步△7四步▲2五步△3三角急戰。若在△5三銀右▲2六步後走△5五步挑釁，以下變成後手的中飛車急戰（如圖四）：
▲同步　△同角　▲２五步　△５四銀（△３三角或△３三銀則接▲５七銀）　▲２四步　△同步　▲同飛　△２三步　▲２八飛　△７四步　▲５七銀右　△５二飛　▲６八玉　△８二角　▲７八玉
若後手不走5二金或5三銀右，改走7四步，則另有複雜發展。
| △持駒 無▲持駒 無 （圖一） | △持駒 無▲持駒 無 （圖二） | △持駒 無▲持駒 無 （圖三）▲6七金△5二金～▲3七銀 | △持駒 步▲持駒 步步 （圖四）▲6七金△5三銀右～▲7八玉 |

### 無理矢理矢倉
從二十四手組中，我們發現手順前後藏著各種策略，每一手都有其用意。若不符合這些手順，而以別種方式成功進入相矢倉，則稱為無理矢理矢倉，又稱謊矢倉（ウソ矢倉）。例如▲7六步△3四步▲2六步（先手想要角交換、橫步取或雁木時的開局），後手走△4四步，製造振飛車的假象，或者▲7六步△3四步▲2六步△8四步（後手同意角交換、橫步取或雁木時的開局），先手卻走▲6六步關閉角道，拒絕橫步取。

## 矢倉的變體

### 銀矢倉
金矢倉的6七金變成6七銀，稱為銀矢倉（ぎんやぐら，Silver Fortress）。通常先在5六走出腰掛銀，之後引至6七，完成圍玉。優點是對7六的防禦比金矢倉強，應對桂馬攻擊時也較有彈性，而且6七的銀將能協防7八金將。然而為了要把右銀放到6七，銀矢倉花費手數比金矢倉多，這是它最大的缺點，此外，右銀右側的5七也是空門。整體而言，金矢倉比較穩定，但銀矢倉可以有更多非典型的變化，連雁木也可視情況改組為銀矢倉。
一般來說，馬上就走6七銀稍嫌太早，普遍先把右銀保留在5六，維持腰掛銀的狀態。根據右翼戰況，6七金右仍可隨時變回金矢倉，適用於急戰矢倉右四間飛車轉換成持久戰時。2019年4月，渡邊明對稻葉陽的銀矢倉棋局如圖。開盤角交換後相腰掛銀，先手走▲2五步～4八金～2九飛，為角交換棋局的典型走法，最初築成兜圍。之後後手待機，先手走6六歩，腰掛銀從5六走到6七，將兜圍變化為銀矢倉（7九金、8八玉），並推進中央步。
| 銀矢倉 | 腰掛銀~銀矢倉 | △持駒 角 ▲持駒 角 渡邊明 vs 稻葉陽 2019 |

### 角矢倉
角矢倉（かくやぐら，Bishop Fortress）是角交換後異筋角戰法的一種。將角行打入在6六，取代金矢倉的右金，角道直通敵陣，右翼金銀可以活用，是攻擊多於防守的陣法。必須注意不要任意推進中央步，以免阻擋角道。缺點是上部防禦會變弱。
| 角矢倉 |

### 片矢倉
把金矢倉的7八左金改放至6八，玉將留在7八，稱為片矢倉（かたやぐら，半矢倉，Incomplete Fortress）。幕末大橋流名家天野宗步愛用，因此別名天野矢倉。6八金可以與7七銀、6七金聯動。不僅圍玉手數比金矢倉少一手，也可防止對手在5九或6九打入角行，由於玉將離左端較遠，對端攻的抗性也比金矢倉強，甚至能下出9八銀之類的彈性變化。要害是底線出現對手龍王時，在7九（3一）被打入金將或飛車。此外，防守8七（後手2三）的棋子僅玉將一枚，因此第8行也比金矢倉薄弱。
如果自己的角行留在棋盤上，會很難組出片矢倉，而片矢倉又能減少對手打入角行的空隙，因此藤井猛歸納出片矢倉適合併用容易引起角交換的脇系統，這個組合稱為藤井流早圍。此外，片矢倉也與相振飛車圍玉金無雙相像。
將棋電腦軟體Bonanza Ver. 2（2006）喜歡把片矢倉的6七金放在5八金（7八玉、7七銀、6八金、6七歩、5八金），此陣形稱為Bonanza圍（ボナンザ囲い）。
| 片矢倉 | Bonanza圍 |

### 土居矢倉
7七銀、7八玉，前方以6七左金取代6七右金，這種左金右遣的陣法稱為土居矢倉（どいやぐら，Doi Fortress）。右金可以活用，守備覆蓋廣，平衡優良，適合應對角交換。左金不在7八，顯示它並不符合完整的原始矢倉。右金位置則取決於是否形成過兜圍。此陣源於昭和時代，發明者為土居市太郎名譽名人。應用形用於對抗1980年代著名的「先手飛車先不突矢倉」雀刺，由中原誠十六世名人研發，優勢是角道暢通，玉將活動範圍廣。
土居矢倉沒有金矢倉堅固，但防守範圍寬闊，棋子間聯繫良好，如果對手持駒有角行，則可以考慮使用。由於此戰法需要金銀協調，所以操作起來必須比金矢倉更有技術。
土居矢倉消失過很長一段時間，是重現江湖的戰法，近年電腦將棋興起後，此陣法兼具矢倉的玉將防禦力與新型雁木的平衡感，又能從大住圍演化出來，因而在令和時代再次流行。
| 土居矢倉基本形 | 土居矢倉應用形 | △持駒 角▲持駒 角 土居市太郎 vs 木村義雄 1940 | △持駒 無▲持駒 無 高見泰地 vs 金井恆太 2018 |

### 總矢倉
金矢倉外加5七右銀，稱為總矢倉（そうやぐら，Complete Fortress）或四枚矢倉，古籍中也有稱為三枚矢倉的案例。由金銀4枚圍玉，十分堅固。組法常常將角行移至4六，多見於後手方。
出現總矢倉的相矢倉戰型中，因為雙方都欠缺攻擊用的金銀將，容易變成兩個人都只動飛車，形成千日手。米長邦雄和谷川浩司等不斷摸索方法，以求打破千日手局面，也不斷在實戰中嘗試。千日手局面可能使某方逼走劣著（Zugzwang），因此可以用它策略性逼和對手，但也有堅持突破的案例。總矢倉是縱向強度數一數二堅硬的圍玉，右銀也可以進一步進攻，但銀將常常阻擋角道，必須想好如何使用角行，另一個缺點是金銀四枚集中，導致右翼薄弱。
| 總矢倉 | 米長邦雄 vs 中原誠 1976 |

### 矢倉穴熊
從金矢倉發展，走9八香～9九玉，是為矢倉穴熊（やぐらあなぐま，Fortress Anaguma）。手數與穴熊幾乎相同，但上面較強、側面較弱，對端攻的抗性則沒有加強
。近年來常見於先手下4六銀・3七桂型之後。此後也可走8八金，或者8八銀～7七金等繼續加固發展。若有7七金加固，暱稱「完全穴熊」。
| 矢倉穴熊 | 「完全穴熊」 |

### 兜矢倉
兜矢倉（かぶとやぐら，Helmet Fortress）是急戰中的權宜之計，類似角交換的兜圍，特指攻擊開始後，多重防禦形成的圍玉，常結合腰掛銀使用。玉將通常來不及「入城」抵達8八，而位於7九、6八（少數位於6九）。右金位於5八，防範角行打入的效果比金矢倉（6七右金）好，也保留4八右金拓展防線的可能性。弱點是中央強攻及側面。在腰掛銀的情況中，突端步（9六步）通常有利，而不建議走容易引發玉頭戰的6六步。此陣發展的可能性很多，諸如金矢倉、左美濃、低位矢倉、舟圍、草莓圍等都能組出。
| 兜矢倉 | 兜矢倉~腰掛銀 |

### 低位矢倉
金將位置很低的低位矢倉（凹み矢倉、へこみやぐら；凸矢倉，Dented Fortress、Hollow Fortress）很少在相矢倉出現。因為打入空間少，反而常在急戰矢倉後手方、角交換或相振飛車的棋局中組出來，也常見於相腰掛銀的後手方，可對抗轉飛車或飛車交換。弱點是角行遠攻，但若將6筋步兵前推，可以發展為典型的金矢倉，通常便可以彌補。是很優秀的矢倉變體。

### 四角矢倉
四角矢倉（しかくやぐら，Square Fortress）與總矢倉相像，需要金銀四枚。名稱源於金銀組成的2×2型態，又分為銀四角矢倉與金四角矢倉兩型。
銀四角矢倉的結構與銀矢倉類似，在6八加上金將，使5八、6九無法被角行打入，並可防守5七、6六、7六的前線，角行則轉移至右翼攻擊對手飛車。防守相當堅固，還可能演變成穴熊。相對的，可供突破的弱處位於左端，因此必須提防端攻。
金四角矢倉與金矢倉類似，但手數多，且有5八、6九的空門，故實用價值較低。
| 銀四角矢倉 | 金四角矢倉 |

### 菊水矢倉
8九玉、8八左銀的陣型稱為菊水矢倉（きくすいやぐら，Floating Chrysanthemum Fortress）。1940年代由高島一岐代所發明，「菊水」一名來自高島出身地大阪八尾的名將楠木正成，其家紋即為「菊水」。愛用者還有天野高志、矢内理繪子、鈴木英春等棋士，也被稱為矢内矢倉。千禧圍可視為菊水矢倉的進化體。
面對棒銀和雀刺等正面攻擊時，菊水矢倉的防禦效果非常好，玉將不在角道上也是一大優勢。缺點是桂馬高跳，也很難招架橫向的攻擊，與飛車交換相性不好。
如圖，先手推進1五步企圖發動雀刺戰術時，實戰以菊水矢倉相應對。後手或許可以使用△2四步～2三銀，以銀冠承受衝擊，但若先手走1四步挑起戰端，以下便難以招架邊角攻勢：
△同步　▲同香　△１二步
實戰中，要讓王將能成功脫出，且有駒得，就要在▲３五步 △同步 ▲３六步之後：
△８五桂　▲３五角（若先手走▲８六銀，則△６五歩～４四角叫將）
△４二玉（若後手走△４四金，則▲１二香成 △同香 ▲同飛成～2一金）
▲５三角成　△同玉　▲６五步　△同步　▲８六步　△７七桂成　▲同桂　△６二玉　▲４四步打　△同金　▲６五桂　△６四銀打
| 菊水矢倉 | 雀刺對菊水矢倉，▲1四步 | 雀刺對菊水矢倉，結果圖 |

### 流矢倉
金矢倉的左銀通常位於7七。在對手以左美濃搭配右四間飛車攻擊時，7七銀會被對方用6五或8五的桂馬攻擊，而銀桂交換對我方明顯不利，因此讓銀將退到6八，既能保全銀將，又能預防桂馬攻擊5七。此型態稱為6八銀型金矢倉。此時應嘗試將桂馬逼入7七，並留意對方角型的攻擊，維護對角線的封閉。
若左銀走到中路5七，稱為流矢倉（ながれやぐら），通常搭配7九玉，用來對付右四間飛車或中飛車，特徵是重視整體防守，但也有玉頭、端攻等缺點。
混合流矢倉與菊水矢倉的架構，有所謂流線矢倉（りゅうせんやぐら），但陣中位於5七的是右銀。8八銀可以有效補足桂馬的後援，也可以下拉到7九防禦側面攻擊，弱點是7六的桂頭，而且使用金銀四枚，己方攻擊力量就會相對薄弱。
| 6八銀型金矢倉 | 流矢倉 | 流線矢倉 |

### 豆腐矢倉
豆腐矢倉（とうふやぐら，Tofu Fortress）並非正常的圍玉，而是金矢倉圍玉被攻擊後所形成，通常出現於對手走急戰矢倉、左美濃右四間飛車或雁木的戰局。「豆腐」形容此陣如絹豆腐般易碎。
對付先手的金矢倉，後手可走7三→8五桂以攻擊7七銀，以取得有利於己的銀桂交換。此時若先手走8六銀正面盯上桂馬，對手必定趁7筋空缺，用角行攻擊對角線。△6五步▲同步即為打開對角線的常用手法，如果先手方不會被王手，通常會被迫吃下這枚步兵，後手隨即打入△6六步攻擊先手右金。若先手走▲7七金，會進入後手桂馬的狙擊位置。若先手走▲5七金，不僅擋住角道，又會導致己方玉將容易被攻擊。若先手吃下該枚步兵，對角線依然處於不利狀態。
| 豆腐矢倉 | 對豆腐矢倉的攻擊。 |

### 右矢倉
右矢倉（みぎやぐら，Right Fortress）只用於相振飛車，因圍玉在右翼而得名。右矢倉結構與銀冠類似，因此可以用美濃發展出來。與居飛車矢倉相同，對正面攻擊的抵抗力很好，而且振飛車黨有很多人不熟悉拆矢倉的手筋。缺點是手數比美濃或金無雙多，面對端攻與底段攻擊時較弱。右矢倉通常不讓玉將入城，而將玉將置於4八，既可減少敵方打入空間，又能保留逃生要道。面對向飛車或三間飛車時頗為實用，但在面對四間飛車或三間飛車棒銀時較為不利。
| 右矢倉 | △持駒 步▲持駒 無 玉將不入城的右矢倉 |

### 其他
金矢倉加上6六右銀的組法稱為菱矢倉（ひしやぐら，Diamond Fortress、 Lozenge Fortress），又稱6六（4四）銀型矢倉，常在相矢倉戰型中出現。菱矢倉應對前方及對角線攻擊的抵抗力很強，即使對手有兩枚角行，也很難拆卸，但對橫向攻擊的抗性並沒有加強。它的標準手數需要18手，己方攻擊進度勢必會因為使用金銀四枚而稍微慢些。在面對居角左美濃急戰時很可能無法在6筋卡位成功，組不組得出來是一大問題。
富士見矢倉（ふじみやぐら）在金矢倉的基礎上添加5六銀，對抗敵方右四間飛車的相性良好，並保留己方右四間飛車或中飛車的發展可能，還可以用角行搭配飛車瞄準2六進行突破。缺點是5筋不易取位，初期沒操作好就很難組出來。
金矢倉的左銀移至7六時，稱為銀立矢倉（銀立ち矢倉、ぎんだちやぐら，High Silver Fortress、Silver Standing Fortress），位置較高，對敵方桂馬抗性強，保留己方跳桂的餘地，但有被角道貫穿的危險。比起相矢倉，它更常在對振飛車的玉頭戰中出現，1970年代初曾廣為流行，後來被左美濃取代，現在已經很少用了。
金銀連成一線時，稱為一文字矢倉（いちもんちやぐら，Straight Line Fortress），通常用於二枚落等缺乏大駒的場合，目標是死守金銀四枚，平手時使用則稍嫌保守。弱點是浮動的右金。
高矢倉（たかやぐら）與隅矢倉（すみやぐら）分別是為了預防角行狙擊與端攻所產生的變體，但高矢倉下段較弱，隅矢倉的「壁銀」會妨礙逃生，面對側面攻擊時都不利，現在都不常使用了。
| 高矢倉 | 隅矢倉 |

無責任矢倉（むせきにんやぐら）從結構上來說不算是矢倉的變體，它改變的是用法。築成金矢倉後，玉將卻不入城，想法與右玉相通，灘蓮照曾多次使用結合兩者的矢倉右玉（やぐらみぎぎょく）戰法，引誘對手攻擊己方左翼，在左翼進行交換後反攻。必須注意，這類戰法如果遭遇右翼猛攻，玉將可能會來不及入城就死掉（城下町で討ち死に），因此要把握好分寸，審視情勢再使用。
| 無責任矢倉 | 矢倉右玉 |

## 矢倉戰法
為了攻破堅實的矢倉，或者穩固自己的玉將，衍生出許多矢倉戰法，經過長久研究，這些戰法逐漸被定跡化。相矢倉大多在雙方都圍好矢倉後才開戰，後手容易被先手搶走主導權。因此，後手面對先手的矢倉時，自己往往不圍矢倉，而在先手完成矢倉前積極採取攻勢，這樣的棋路稱為急戰矢倉，種類非常多。

### 相矢倉
雙方築好矢倉圍後，再互相攻擊。矢倉戰型大多數都是先手主導，後手伺機反擊。然而，也有先手硬是讓渡主導權，逼後手決定的下法。在相矢倉戰中，通常希望對手來不及入城，能在對手玉將卡在6九（4一）時發動攻勢。近年來，急戰矢倉和矢倉的變化型大幅減少，大半不出以下幾種，甚至幾乎只剩四種戰型：矢倉3七銀、矢倉3七桂、脇系統、四手角‧三手角。

#### 矢倉3七銀／先手3七銀戰法
諸多矢倉戰法中，成功完成二十四手組的先手方通常會優先選擇矢倉3七銀／先手3七銀戰法。舊二十四手組中，先手已經推過2五步，因此可以從3七銀銜接棒銀，也可以走▲3五步△同步▲同角的路線，交換步兵並活用角行。後手也有類似的7三銀～7五步「7筋步交換戰法」。新二十四手組中，先手不會推到2五步，此時可以在後手走4三金右時推進3五步，後手則可以走6四角瞄準飛車進行牽制，這招與△2四銀都能防範▲3五步△同步▲同角。▲3七銀～4六銀～3七桂的戰法十分流行，甚至出現過91手定跡，直到2012年，後手方才開發出強大的反制手段。
加藤流
先手3七銀，然後推進1六步、2六步的戰術，此法由加藤一二三所開發，他本人有74場的使用紀錄。若先推2六步，發展例如：
▲６七金右　△４三金右　▲４六銀（或▲３五步）　△６四角　▲６八角　△３一玉　▲７九玉　△２二玉　▲８八玉　△８五步　▲１六步
先手在3七銀戰法之後，可以走4六角進入脇系統，也可以將右銀推進至4六，接著走3七桂，是為先手4六銀-3七桂戰法，先手可以見機跳2五桂，接著使用3五步或5五步發起總攻。無論是4六銀-3七桂還是脇系統，兩種戰法在冠軍賽中都有激戰的紀錄。這種先手全力攻擊、後手全力防守的戰況其實很少見，多出現於2000年代的戰局，直到詰棋為止都有定跡化的趨勢，因此後手會極力避免。

#### 矢倉3七桂／先手3七桂戰法
矢倉3七桂／先手3七桂戰法與先手3七銀齊名。顧名思義，完成二十四手組後，先手走3七桂。可能演進成4七銀-3七桂型（抑或3八飛、同型矢倉），在先手不推2六步的情況下，3七桂-4八銀型可以發展為雀刺。若先手切換至3八飛，則有發展為森下系統的可能。
同形矢倉
先手走出4七銀-3七桂型後，後手走6三銀-7三桂型的對峙棋局，在昭和時代常見，現代也可能出現於米長流急戰矢倉的戰局中。對峙狀態形成後，雙方互推1筋與9筋的端步，各自使玉將入城等待戰機。飛角銀桂主攻，金銀三枚主守，玉將的位置視戰鬥中對方端步的情況而定。同形矢倉一直不是主流，但隨著後手急戰流行，先手的4六步-4七銀型下法逐漸增加，因此可散見案例。基本上先手以4五步挑釁，例如：
▲４五步　△同步　▲同桂　或　▲４五步　△同步　▲３五步
雀刺戰法
3七桂體系的代表性戰法，包含「飛車先不突3七桂・2六銀型」、「先手2九飛戰法」等變化。攻擊目標是矢倉的端筋（先手9筋，後手1筋），以香車後的飛車、右桂搭配角行，對敵陣集中攻擊，導火線為先手推1五步。
森下系統
以新二十四手組搭配先手6八角，由森下卓所開發。有別於矢倉3七銀或加藤流的主動進攻，森下系統優先選擇保護玉將，而後觀察後手的動向（特別是後手的右銀）來決定如何作戰。如果演變為3七桂-4八銀型，森下系統不會讓先手走傳統的2九飛，而是切換至3八飛，用袖飛車支援3七的桂馬，讓銀將有更多活動餘裕。初開發時，森下系統的勝率很高，在棋士之間大為流行。其戰術以靈活有彈性著稱，缺點是右翼攻擊的進度會比後手慢，很多情況下，對方在己方攻撃態勢完成前就先發制人，早早加固圍玉，而且雀刺戰法幾乎可說是森下系統的剋星，森下系統因而一度式微。然而，之後開發出保留8八玉、從中央推進的方法，因此森下系統又逐漸復活。

#### 脇系統
脇系統的特色是4六角（6四角），為脇謙二的得意之作。取走角行會出現一手損的空檔，因此角交換的時機非常重要，並以先手打入6一角或4一角為必殺。此系統的詰棋模式正在研究中。

#### 四手角、三手角
先手角行走到2六攻擊後手6筋、後手角行走到△8四攻擊後手4筋，此戰法的核心在於如何將角行移到目標位置。四手角的走法包含▲7九～4六～3七～2六以及▲7九～6八～5九～2六兩種，三手角的走法則有▲7九～3五步△同步▲同角～2六或者▲7七～5九～2六兩種，後手則有△5五步▲同步△同角～7三～8四的走法。
四手角在相振飛車中常用於摧毀對手矢倉。在相居飛車戰局中，若與總矢倉搭配，三手角很容易形成雙方同型的局面，挑釁機會很少，往往形成千日手，此情形特稱為千日手矢倉。

### 變化型
開局時是相矢倉模樣，也不以急戰挑釁，反而轉換成完全不同的戰略。可攻可守，不僅出人意表，更可以在對手陣型不完備或手順錯誤時發動懲罰。
- 右玉
- 雁木
- 左美濃
- 袖飛車（日语：袖飛車）
- 佯動振飛車（日语：陽動振り飛車）（第5手▲6六歩）

### 急戰矢倉
隨著相矢倉定跡的進步，急戰矢倉也逐漸進化出各形各色。相矢倉以金銀三枚組成堅陣，固然被視為高格調的王道戰法。然而，趁著先手組矢倉關閉角道，後手自己挑起攻擊，避免先手握有主導權，也是相當積極的策略。先手也可以趁後手不備，以急戰矢倉崩壞對方的陣型。因此，在組矢倉的時候，先手首要任務便是留意對方逼近的棋子，矢倉組法中也常有警戒對手急戰矢倉的步數。以飛角銀桂銳意急攻對方玉將，可說是矢倉戰的精髓，而如何應對急戰矢倉，是每個矢倉使用者都應有的認知。
先手第五手走6六步或7七銀，是決定急戰戰略的關鍵，例如超急戰棒銀和右四間飛車用於對抗6六步型，矢倉中飛車和阿久津流急戰矢倉則用於對抗7七銀型，也有米長流急戰矢倉之類通用的急戰戰法。近年來，由於左美濃急戰矢倉的發展，△7三桂～6五步的走法往往發展為▲7六步△8四步▲6八銀△3四步，第五手6六步的走法激減。代表圖如下：後手角行進入2二，飛角銀桂四枚達成理想的攻勢，以下先手若走7五同步吃下後手挑釁，則△8六步▲同步△6五桂攔腰斬入，先手防守有其困難，一時又攻不下後手方的美濃，後手還能走8四飛浮飛車，將戰線前推並防守美濃頭，攻守兼備，是很優秀的戰略。
| 左美濃急戰矢倉：△7三桂 |

先手為了避免上述的窘況，第五手通常都走▲7七銀，因為不推▲6六步就沒有△6五步挑釁的問題，6筋無法成為急戰核心，便能牽制後手的6三銀型急戰，有效防堵左美濃急戰的效果。近來又出現用左美濃急戰矢倉攻打天王山（5五）的手法，以攻敵中路為主。
開發有力急戰矢倉的棋士大多因此獲得頭銜，諸如升田幸三以雀刺和升田流急戰矢倉擊敗大山康晴成為三冠、米長邦雄以米長流急戰矢倉擊敗中原誠獲得四冠、谷川浩司以居玉棒銀擊敗羽生善治成為永世名人等等，可見急戰矢倉能幫助其發明者得到好成績。

#### 升田流急戰矢倉
先手▲4九金型的早繰銀戰是急戰矢倉的一大主流，具有多樣化的展開，以發揚者升田幸三命名為升田流急戰矢倉。
| △持駒 無▲持駒 無 升田流急戰矢倉基本圖：▲3五步 | △持駒 無▲持駒 無 升田流急戰矢倉變化圖：▲3五步 |

#### 超急戰棒銀（對矢倉急戰居玉棒銀）
超急戰棒銀 （對矢倉急戰居玉棒銀）是極具個性的急戰矢倉戰法，快速圍好居玉（玉將完全沒有移動），接著便一直線的放出棒銀。由於對手有明確的防範方法，超急戰棒銀屬於「B級戰法」，高手通常不太使用。
以下是羽生善治對佐藤康光在A級順位戰中的成功案例：
△６五步　▲同步　△９五銀　▲５五步　△同角　▲５八飛　△８六步　▲同步　△同銀　▲５五飛　△７七銀不成　▲同桂　△８九飛成　▲７九銀
如結果圖，以損失角行為代價，擊破對方左翼並產生龍王，可見其殺傷力。
| 羽生 △持駒 無佐藤 ▲持駒 無 超急戰棒銀：▲6八角 | 羽生 △持駒 銀步2佐藤 ▲持駒 角步2 超急戰棒銀：結果圖 |

#### 6二飛型急戰（右四間飛車）
6二飛型急戰以右四間飛車為骨幹，從1980年代開始盛行至今。駒落戰的角落（讓對方一枚角行）一方尤其適用。若先手已經組好矢倉堅陣，卻尚未讓玉將入城，後手可以馬上推進6四步，進入急戰。以下▲2六步△6二飛構成右四間飛車。即使在2筋發生步交換，後手仍然應該集中火力，以飛角銀桂猛攻6筋，掌握主導權，關鍵即為「猛攻」。
| 6二飛型急戰：△6四步 |

#### 中原流急戰矢倉
中原流急戰矢倉一名來自中原誠十六世名人。後手不只使用兩枚銀將進攻，連守備用的金將都會押上前線，走6三金。大刀重擊，金銀威壓，企圖一口氣攻略對方。劣勢是己方王將防守較薄，一擊不中，則有被逆襲的危險，所以是難度相當高的戰法。
| △持駒 步▲持駒 步 中原流急戰矢倉：△6三金 |

#### 米長流急戰矢倉
在諸多急戰矢倉中，最著名的戰法非米長流急戰矢倉莫屬。「米長流」以昭和時代米長邦雄永世棋聖為名，後手不走4四步，而是積極走出4四銀，集中攻擊中央以取得突破。如圖，後手繼續在矢倉頭的5筋、6筋棄步，再以桂馬與二枚銀搭配飛角進攻，破壞力極強。其弱點與大多數急戰矢倉相同：玉將防守較薄。圖為1986年米長邦雄應對中原誠挑戰的紀錄，最終米長成功衛冕。
米長流急戰矢倉流傳至今，經過藤森哲也改良，成為進化版的藤森流急戰矢倉。在2筋步交換後，先手若出現2六角之類的四手角走法，後手則可將飛車引至8三，預防先手將來的7一角成，並拓展飛車橫向的殺傷範圍。
| 米長 △持駒 無中原 ▲持駒 無 米長流急戰矢倉：△4四銀 | △持駒 步2▲持駒 步2 藤森流急戰矢倉：△8三飛 |

#### 矢倉中飛車
矢倉中飛車模樣類似相矢倉，但將飛車配置於中路，進行5筋步交換後將飛車引到5一，而後走△5四銀～7三桂，以下可以有5二金～6一飛或者6二金的攻擊型。
矢倉中飛車在相矢倉場合並不常見，但在冠軍戰便可看見，影響頗大。
矢倉規廣開發有矢倉流中飛車，名稱與矢倉中飛車名稱相似，但它是振飛車戰法，並不是急戰矢倉。
| △持駒 無▲持駒 無 矢倉中飛車 |

#### 阿久津流急戰矢倉（後手5三銀右急戰）
阿久津流急戰矢倉（後手5三銀右急戰）得名於阿久津主税，以高勝率聞名，又分為中原式、鄉田式、渡邊式等等。此戰法流行一時，但隨著現代矢倉的演化而漸趨罕見。
戰法先讓右銀走到5三，看準時機，後手推進5五步，利用角行完成步交換。

若先手走▲7九角，以下進入激戰：
△７三角　▲４六角　△６四銀　▲７五步　△８四飛
若先手走▲2五步，則以△3二銀接招，進入相對緩慢的發展。5筋角交換後，後手走5四銀，再以6五步挑釁，此後有2二角、7三角等多種活用角行的戰法。在2008年的第21期龍王戰中大出風頭。
| △持駒 無▲持駒 無 阿久津流急戰矢倉基本圖：▲2六歩 | 渡邊 △持駒 步2羽生 ▲持駒 步 阿久津流急戰矢倉活用：▲5六步 |

#### 螃蟹銀與忍者銀
螃蟹銀主要是先手使用的戰法。銀將是急戰矢倉的靈魂，而螃蟹銀戰法第五手就走▲7七銀,利用兩枚銀將突破中央，非常痛快。
屋敷流忍者銀是屋敷伸之的得意戰法。兩枚銀將從6六、4六出陣，與螃蟹銀突破中央的手法相似。先手以3五步在3筋發動戰火，如圖。以下：
△同步　▲同銀　△４二角　▲７九角　△３四步　▲２四步　△同步　▲同銀　△同銀　▲同角　△同角　▲同飛　△２三步　▲2八飛
達成大交換後先手十分。神出鬼沒、變幻自在，正如其名。
| △持駒 無▲持駒 無 螃蟹銀（カニカニ銀）序盤一例 | △持駒 無▲持駒 無 屋敷流忍者銀：▲3五步 | △持駒 角銀步▲持駒 角銀步2 屋敷流忍者銀結果圖 |

#### 左美濃急戰矢倉
左美濃急戰矢倉（居角左美濃急戰）是2020年代獲得高評價的新戰法。後手快速圍出左美濃後，趁先手飛車先尚未推進，便在6筋、7筋、8筋（對手左翼）發起猛攻。如圖，若先手走6九玉企圖入城，則在6筋引戰：
△６五步　▲同步　△７五步　後手十分
居角左美濃急戰在2010年代流行於角交換棋局中，並發展出△4二玉～6二金～8一飛型戰法，後來居角左美濃急戰由千田翔太計算後引進急戰矢倉，千田因此榮獲升田幸三賞。
| 左美濃急戰矢倉：△7三桂 |

## 相振飛車的矢倉
相振飛車中，除了矢倉，還有金無雙、美濃圍、穴熊等其他的圍玉。不過，矢倉前方加厚，圍玉中有多枚金銀，對相振飛車中常見的浮飛車頗有壓迫效果，對三間飛車尤其常見。需要特別注意四間飛車引飛車、四手角等這些非常針對矢倉的戰法。

## 對振飛車的矢倉
過去曾有使用銀立矢倉應對振飛車的紀錄，但矢倉對側面攻擊的耐受性較差，振飛車可以從角道拆毀矢倉，所以矢倉通常不用於居飛車對振飛車。然而，近年矢倉開始用於對付角交換振飛車，這是因為角交換振飛車很容易使居飛車方的左銀升到8八（2二），變成壁銀。而矢倉的左銀位於7七（3三），可以順利消化這一現象。此外，如果後手的牛角銀中飛車沒有變成3二飛型（可以用4六金應對），而是走3二金型，這時銀矢倉就很有抗性。

## 腳註
1. ↑  這句話並不是說矢倉很高尚，而是以「純文學」來表現角行不斷上上下下鋸齒狀移動，繁瑣轉換之餘更要視對手棋路變換自己的行棋順序，變化萬千，又複雜又模稜兩可，風格好比「純文學」。
2. ↑  若先手在左翼空虛時冒進中路兵▲5六步，則後手會以△8六步▲同步△同飛▲同銀△8八角成突破左翼

## 來源
1. Kawasaki, Tomohide. . Nekomado. 2013: 98. ISBN 9784905225089.
2. 将棋世界2015年2月号75頁
3. ↑  『日本将棋用語事典』p.157-160
4. ↑  驚愕必至！増田康宏四段インタビュー （页面存档备份，存于） 島田修二 2017年5月16日 2022年4月22日閲覧
5. ↑  2019年度に復活を遂げた先手矢倉　徹底した急戦封じが功を奏す （页面存档备份，存于） 将棋情報局編集部 2020年5月28日 2022年1月31日閲覧
6. ↑  siratama. . しらたまの甘味所.   [2022-07-07]. （原始内容存档于2018-03-20） （日语）.
7. ↑  .   [2022-07-06]. （原始内容存档于2022-07-06） （日语）.
8. ↑  chantatsu. . 2020  [2022-07-06]. （原始内容存档于2021-07-27） （日语）.
9. ↑  siratama. . しらたまの甘味所.   [2022-07-06]. （原始内容存档于2018-03-20） （日语）.
10. ↑  chantatsu. . 将棋研究.   [2022-07-06]. （原始内容存档于2022-07-06） （日语）.
11. ↑  .   [2022-05-16]. （原始内容存档于2021-06-06）.
12. ↑  .   [2022-05-16]. （原始内容存档于2021-11-05）.
13. ↑  siratama. . しらたまの甘味所.   [2022-07-07]. （原始内容存档于2021-11-06） （日语）.
14. ↑  chantatsu. . 将棋研究.   [2022-07-07]. （原始内容存档于2022-07-07） （日语）.
15. 1 2  『日本将棋用語事典』p.10
16. ↑  
柿沼, 昭治.   [Becoming Strong at Shogi]. 金園社 [Kin-ensha]. 1979: 29. ISBN 978-4321-55222-6 （日语）.
17. ↑  Hosking 1997，第47頁，Part 1, Chapter 8: Castles.
18. ↑  chantatsu. . 将棋研究. 2020  [2022-07-06]. （原始内容存档于2022-07-06） （日语）.
19. ↑  siratama. . しらたまの甘味所.   [2022-07-06]. （原始内容存档于2021-11-06） （日语）.
20. ↑  『ボナンザVS勝負脳』ISBN 978-4-04-710107-4
21. ↑  siratama. . しらたまの甘味所.   [2022-07-06]. （原始内容存档于2017-07-23） （日语）.
22. ↑  1941/03/26△土居市太郎（上手）- ▲和田庄兵衛、2018/11/07▲佐藤康光- △松尾歩など
23. ↑  .   [2022-05-16]. （原始内容存档于2021-11-05）.
24. ↑  siratama. . しらたまの甘味所.   [2022-07-06]. （原始内容存档于2022-07-06） （日语）.
25. ↑  chantatsu. . 将棋研究. 2020  [2022-07-06]. （原始内容存档于2022-07-06） （日语）.
26. ↑  . 将棋DB2.   [26 October 2017]. （原始内容存档于2021-11-05）.
27. ↑  siratama. . しらたまの甘味所.   [2022-07-06]. （原始内容存档于2022-07-06） （日语）.
28. ↑  『日本将棋用語事典』p.44
29. ↑  siratama. . しらたまの甘味所.   [2022-07-06]. （原始内容存档于2021-10-04） （日语）.
30. ↑  chantatsu. . 将棋研究. 2020  [2022-07-06]. （原始内容存档于2022-07-06） （日语）.
31. ↑  siratama. . しらたまの甘味所.   [2022-07-06]. （原始内容存档于2021-11-04） （日语）.
32. ↑  siratama. . しらたまの甘味所.   [2022-07-06]. （原始内容存档于2022-07-06） （日语）.
33. ↑  siratama. . しらたまの甘味所.   [2022-07-06]. （原始内容存档于2022-07-06） （日语）.
34. ↑  chantatsu. . 将棋研究. 2020  [2022-07-06]. （原始内容存档于2022-07-06） （日语）.
35. ↑  siratama. . しらたまの甘味所.   [2022-07-06]. （原始内容存档于2022-07-06） （日语）.
36. ↑  siratama. . しらたまの甘味所.   [2022-07-06]. （原始内容存档于2022-07-06） （日语）.
37. ↑  chantatsu. . 将棋研究. 2020  [2022-07-06]. （原始内容存档于2021-07-27） （日语）.
38. ↑  .   [2022-05-16]. （原始内容存档于2021-11-05）.
39. ↑  chantatsu. . 将棋研究. 2020  [2022-07-06]. （原始内容存档于2022-07-07） （日语）.
40. ↑  siratama. . しらたまの甘味所.   [2022-07-07]. （原始内容存档于2021-11-06） （日语）.
41. ↑  chantatsu. . 将棋研究. 2020  [2022-07-07]. （原始内容存档于2022-07-07） （日语）.
42. ↑  siratama. . しらたまの甘味所.   [2022-07-07]. （原始内容存档于2020-11-01） （日语）.
43. ↑  chantatsu. . 将棋研究. 2020  [2022-07-07]. （原始内容存档于2022-07-07） （日语）.
44. ↑  siratama. . しらたまの甘味所.   [2022-07-06]. （原始内容存档于2018-03-20） （日语）.
45. ↑  chantatsu. . 将棋研究. 2020  [2022-07-07]. （原始内容存档于2021-07-27） （日语）.
46. ↑  siratama. . しらたまの甘味所.   [2022-07-07]. （原始内容存档于2021-11-04） （日语）.
47. ↑  siratama. . しらたまの甘味所.   [2022-07-07]. （原始内容存档于2022-07-07） （日语）.
48. ↑  siratama. . しらたまの甘味所.   [2022-07-07]. （原始内容存档于2022-07-07） （日语）.
49. ↑  siratama. . しらたまの甘味所.   [2022-07-07]. （原始内容存档于2022-07-07） （日语）.